# سامیت (اکلاهما)
سامیت(به انگلیسی: Summit) شهری در ایالت اکلاهما کشور ایالات متحده آمریکا است که جمعیت آن در سرشماری سال ۲۰۱۰ میلادی، ۱۳۹ نفر بوده‌است.